# Список залізничних станцій і роз'їздів Росії (Н)
Список станцій, роз'їздів та зупинних пунктів Російських залізниць
| Код    | Станція       | Назва російською   | Залізниця          | НОД (НЗрег) | Населений пункт | Рік заснування | Код Експрес-3 | Експ. коди |
| ------ | ------------- | ------------------ | ------------------ | ----------- | --------------- | -------------- | ------------- | ---------- |
| 203803 | Навля         | рос. Навля         | Московська         |             | Навля           | 1897           | 2000820       |            |
| 434231 | Наумівка      | рос. Наумовка      | Південно-Східна    |             | Октябрський     | 1869           | 2014437       |            |
| 531304 | Невинномиська | рос. Невинномыская | Північно-Кавказька |             | Невинномиськ    | 1875           | 2064220       |            |
| 202205 | Новозибків    | рос. Новозыбков    | Московська         |             | Новозибків      |                | 2000780       |            |